# 155-й батальйон шуцманшафту
Поліцейський батальйон № 155 (SchutzmannschaftsBtl 155) — поліцейський батальйон, сформований з кримських татар у листопаді 1942 року в Сімферополі, але в січні 1943 року батальйон був розформований, а його особовий склад переданий до інших батальйонів кримськотатарської допоміжної поліції

## Виноски
1. ↑  О. В. Романько "Крым под пятой Гитлера. Немецкая оккупационная политика в Крыму 1941-1944 гг."